# Третьяково (Тверская область)
Третьяково — деревня в Калининском районе Тверской области, входит в состав Верхневолжского сельского поселения. 

## География
Деревня расположена в 30 км на юго-запад от центра поселения деревни Квакшино и в 47 км на юго-запад от Твери.

## История
В 1881 году в селе была построена каменная Никольская церковь, метрические книги с 1780 года.
В конце XIX — начале XX века село входило в состав Быковской волости Тверского уезда Тверской губернии. 
С 1929 года деревня входила в состав Калистовского сельсовета Емельяновского района Тверского округа Московской области, с 1935 года — в составе Калининской области, с 1956 года — в составе Полубратовского сельсовета Калининского района, с 2005 года — в составе Верхневолжского сельского поселения.

## Население
| 1859 | 1886 | 2002 | 2010 |
| ---- | ---- | ---- | ---- |
| 129  | ↘120 | ↘2   | ↘1   |